# Womelsdorf (Pennsylvanie)
Pour les articles homonymes, voir Womelsdorf (Virginie-Occidentale).
Womelsdorf  est un borough du comté de Berks en Pennsylvanie, aux États-Unis.

## Démographie
| 1980  | 1990  | 2000  |
| ----- | ----- | ----- |
| 1 827 | 2 270 | 2 599 |